# Коза (Опольське воєводство)
Коза (пол. Koza, нім. Heinrichsdorf) — село в Польщі, у гміні Польська Церекев Кендзежинсько-Козельського повіту Опольського воєводства.
Населення — 82 особи (2011).

## Демографія
Демографічна структура станом на 31 березня 2011 року:
|          | Загалом | Допрацездатний вік | Працездатний вік | Постпрацездатний вік |
| -------- | ------- | ------------------ | ---------------- | -------------------- |
| Чоловіки | 35      | 9                  | 24               | 2                    |
| Жінки    | 47      | 6                  | 29               | 12                   |
| Разом    | 82      | 15                 | 53               | 14                   |